# Saint-Simon-les-Mines
Saint-Simon-les-Mines è un comune del Canada, situato nella provincia del Québec, nella regione di Chaudière-Appalaches.